# Исаковка (Пермский край)
Исаковка — деревня в Кунгурском районе Пермского края, входящая в состав Филипповского сельского поселения.

## География
Деревня находится в южной части Кунгурского района у левого берега Сылвы от восточной границы Кунгура на юго-восток.

## Климат
Климат умеренно-континентальный с продолжительной снежной зимой и коротким, умеренно-тёплым летом. Средняя температура июля составляет +17,8 0С, января −15,6 0С. Среднегодовая температура воздуха составляет + 1,3°С. Средняя продолжительность периода с отрицательными температурами составляет 168 дней и продолжительность безморозного периода 113 дней. Среднее годовое количество осадков составляет 539 мм.

## История
Известна с 1904 года как выселок Исаков.

## Население
Постоянное население составляло 252 человека в 2002 году (94 % русские), 228 человек в 2010 году.